# Zeebo
Zeebo è una console per videogiochi prodotta da Tectoy e Qualcomm. Zeebo è stata ideata per i Paesi in via di sviluppo come il Brasile, inoltre si prevede una commercializzazione in Russia, India e Cina. Le sue caratteristiche hanno convinto ad investire in questo mercato poco battuto da aziende come Electronic Arts, Activision, Namco, Capcom, e id Software.

## Storia
Annunciata nel 2008 come la prima console prodotta in Brasile, è stata commercializzata per la prima volta a Rio de Janeiro il 25 maggio 2009 ad un prezzo di 499,00 R$, e doveva essere disponibile in tutta la nazione entro la fine dell'anno. I diritti per la distribuzione nel resto del mondo sono di proprietà della Zeebo Inc.. Il 30 settembre 2011, ZeeboNet è stata chiusa a causa dello scarso successo della console.

## Videogiochi
Molti videogiochi disponibili per Zeebo sono versioni modificate di titoli per cellulari o altre console, come FIFA 09, Resident Evil 4, Crash Bandicoot Nitro Kart 3D e Quake.
In Brasile Zeebo è stato commercializzato in bundle con tre videogiochi: FIFA 09, Need for Speed Carbon: Own the City e Brain Challenge; Quake, Quake II e Prey erano disponibili come download gratuito.

## Caratteristiche tecniche

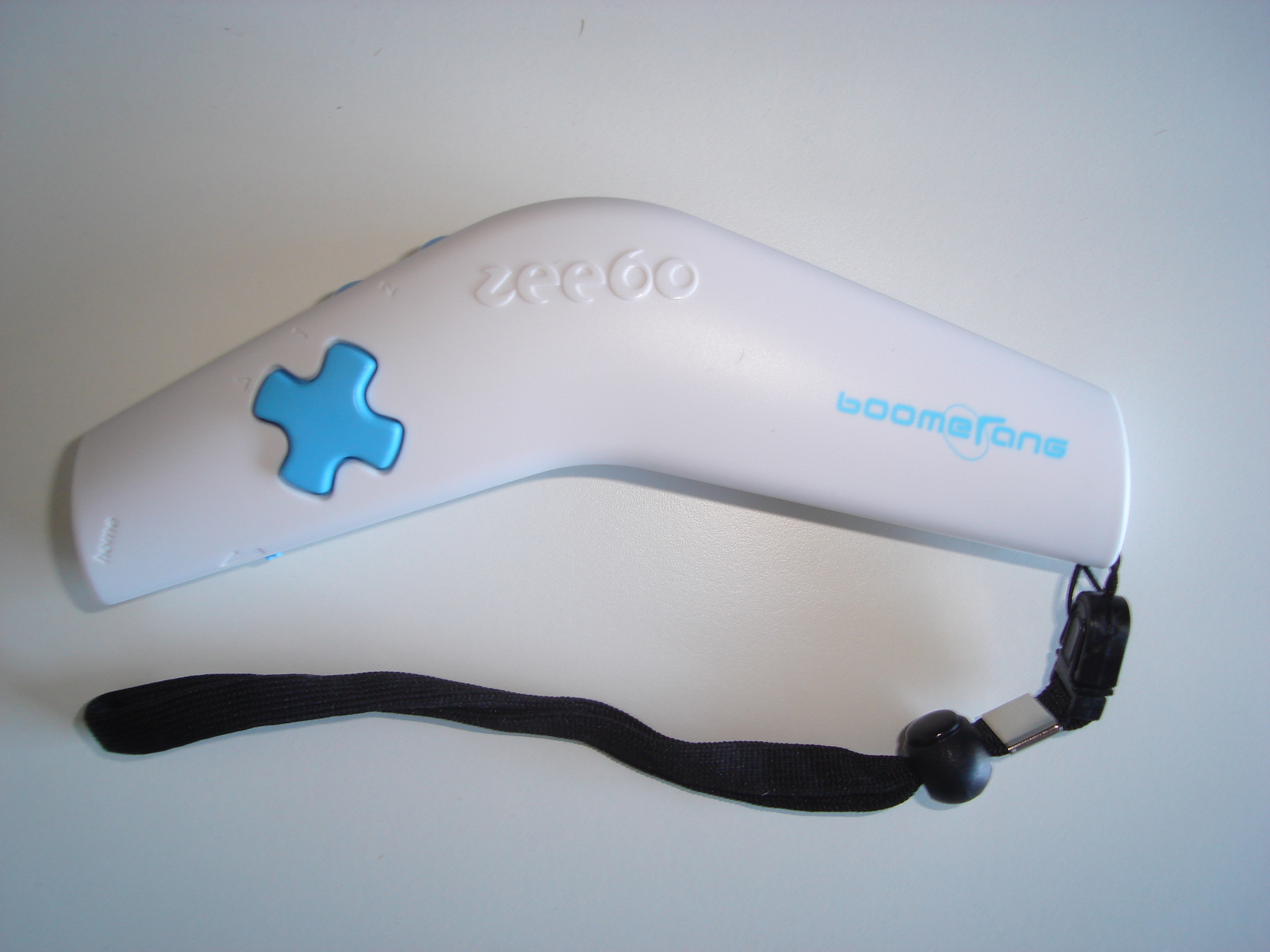
Il controller boomerang ufficiale

Il software per la console è reperibile tramite download grazie alla presenza di un chipset prodotto da Qualcomm, con il quale Zeebo può connettersi gratuitamente a network Edge o 3G. Alcuni titoli sono gratuiti, mentre altri sono acquistabili utilizzando una valuta virtuale denominata Z-Credits, ricaricabile tramite apposite carte.
- ARM11 / QDSP-5 a 528 MHz
- ATI Imageon
- 1 GB NAND Flash
- 160 MB RAM, 128 MB DDR SDRAM + 32 MB DDR SDRAM in MSM7201A
- VGA (640×480)
- 3G (2.5G o 2G quando necessario)
- 3 porte USB
- Slot per SD Card

## Caratteristiche console e controller
Il controller di Zeebo era simile al Classic controller e classic controller Pro del Nintendo Wii. La console aveva un design curvo. La scritta ZEEBO si illuminava di blu quando la console veniva accesa